# Partícula alfa

Partícula alfa.

Las partículas alfa (α) son núcleos completamente ionizados, es decir, sin su envoltura de electrones correspondiente, de helio-4 (4He). Estos núcleos están formados por dos protones y dos neutrones. Al carecer de electrones, su carga eléctrica es positiva (+2qe), mientras que su masa es de 4 uma.
Se generan habitualmente en reacciones nucleares o desintegración radiactiva de otros nucleidos que se transmutan en elementos más ligeros mediante la emisión de dichas partículas. Su capacidad de penetración es pequeña; en la atmósfera pierden rápidamente su energía cinética, porque interaccionan fuertemente con otras moléculas debido a su gran masa y carga eléctrica, generando una cantidad considerable de iones por centímetro de longitud recorrida. En general, no pueden atravesar espesores de varias hojas de papel.
Tiene una carga de {\displaystyle 3,2\cdot 10^{-19}} culombios y una masa de {\displaystyle 6,64\cdot 10^{-27}}kg.
El estudio teórico de la desintegración alfa llevó al desarrollo de un modelo cuántico, denominado modelo de Gamow. Este modelo se basa en un efecto meramente cuántico conocido como efecto túnel. Más adelante, se vio que podía predecir los períodos de semidesintegración de los núcleos que sufrían desintegraciones alfa, por lo que fue la primera confirmación del efecto túnel predicho por la mecánica cuántica.
Además, el estudio de la radiación alfa es interesante debido a las diversas aplicaciones que presenta esta radiación. Entre ellas están los detectores de humo, los dispositivos antiestáticos o los generadores termoeléctricos, donde la desintegración alfa puede usarse como fuente de energía. Otra aplicación importante es el uso de radionúclidos emisores de partículas α para bombardear tumores. Como tienen un alcance muy pequeño, si se lanzan contra la zona adecuada pueden detener su crecimiento, afectando mínimamente a las zonas circundantes.
Las partículas alfa tienen un Espín neto de cero. Debido al mecanismo de su producción en la desintegración radiactiva alfa estándar , las partículas alfa generalmente tienen una energía cinética de aproximadamente 5 MeV y una velocidad cercana al  4% de la velocidad de la luz. Son una forma altamente ionizante de radiación de partículas y, cuando son resultado de la desintegración alfa radiactiva, generalmente tienen una profundidad de penetración baja (detenida por unos pocos centímetros de aire o por la piel ).
Sin embargo, las llamadas partículas alfa de largo alcance de la fisión ternaria son tres veces más energéticas y penetran tres veces más. Los núcleos de helio que forman el 10-12% de los rayos cósmicos también suelen tener una energía mucho más alta que los producidos por los procesos de desintegración nuclear y, por lo tanto, pueden ser altamente penetrantes y capaces de atravesar el cuerpo humano y también muchos metros de blindaje sólido denso, dependiendo en su energía. En menor medida, esto también es cierto para los núcleos de helio de muy alta energía producidos por aceleradores de partículas.

## Nombre
Algunos autores científicos utilizan "núcleos de helio doblemente ionizados" (He2+
) y "partículas alfa" como términos intercambiables. La nomenclatura no está bien definida, por lo que no todos los núcleos de helio de alta velocidad son considerados por todos los autores como partículas alfa. Al igual que ocurre con las beta y los gamma, el nombre utilizado para la partícula conlleva algunas connotaciones leves sobre su proceso de producción y su energía, pero no se aplican de forma rigurosa.
Así, las partículas alfa pueden usarse vagamente como término al referirse a las reacciones de los núcleos de helio estelares (por ejemplo el procesos alfa), e incluso cuando se producen como componentes de los rayos cósmicos. Una versión de mayor energía de los alfas que se produce en la desintegración alfa es un producto común de un resultado poco común de fisión nuclear llamado fisión ternaria. Sin embargo, los núcleos de helio producidos por aceleradores de partículas como  ciclotrones,  sincrotrones y similares, son menos propensos a ser denominados "partículas alfa".

## Historia del descubrimiento y uso

La radiación alfa consiste en núcleos de helio-4 (^{4}He) y es detenida fácilmente por una hoja de papel. La radiación beta, que consiste en electrones, es detenida por una placa de aluminio. La radiación gamma es finalmente absorbida cuando penetra en un material denso. El plomo es bueno en la absorción de la radiación gamma, debido a su densidad.

Una partícula alfa es desviada por un campo magnético.

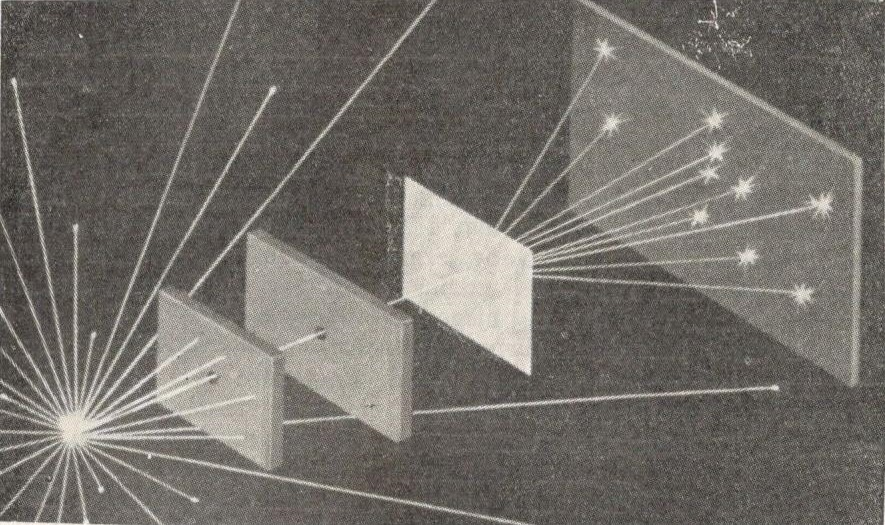
Dispersing of alpha particles on a thin metal sheet

En los años 1899 y 1900, los físicos Ernest Rutherford  (trabajando en la Universidad McGill en Montreal, Canadá) y Paul Villard (trabajando en París) separaron la radiación ionizante de origen nuclear en tres tipos, basándose en la penetración de objetos y en la deflexión por un campo magnético. Estas fueron nombradas por Rutherford como: radiación alfa, beta y gamma. Los rayos alfa, formados por partículas alfa, fueron definidos por Rutherford como los que tienen la menor penetración de objetos ordinarios; mientras que los rayos gamma, de la misma naturaleza que los rayos X, como los de mayor penetración.
El trabajo de Rutherford también incluía mediciones de la relación entre la masa de una partícula alfa y su carga, lo que le llevó a la hipótesis de que las partículas alfa eran iones de helio doblemente cargados (que más tarde se demostró que eran núcleos de helio desnudos). En 1907, Ernest Rutherford y Thomas Royds demostraron finalmente que las partículas alfa eran efectivamente iones de helio. Para ello dejaron que las partículas alfa penetraran en una pared de cristal muy fina de un tubo evacuado, capturando así un gran número de los hipotéticos iones de helio dentro del tubo. A continuación, provocaron una chispa eléctrica dentro del tubo. El estudio posterior de los espectros del gas resultante demostró que se trataba de helio y que las partículas alfa eran efectivamente los hipotéticos iones de helio.
Dado que las partículas alfa se producen de forma natural, pero pueden tener una energía lo suficientemente alta como para participar en una reacción nuclear, su estudio condujo a muchos de los primeros conocimientos de la física nuclear. Rutherford utilizó las partículas alfa emitidas por el bromuro de radio para inferir que el modelo del pudín de ciruela de J. J. Thomson del átomo era fundamentalmente erróneo. En el experimento de la lámina de oro de Rutherford realizado por sus alumnos Hans Geiger y Ernest Marsden, se estableció un estrecho haz de partículas alfa que atravesaba una lámina de oro muy fina (de unos cientos de átomos de espesor). Las partículas alfa fueron detectadas por una pantalla de sulfuro de zinc, que emite un destello de luz al colisionar las partículas alfa. Rutherford planteó la hipótesis de que, suponiendo que el modelo del átomo "Plum pudding model|plum pudding]]" fuera correcto, las partículas alfa con carga positiva solo se desviarían ligeramente, si es que lo hacían, por la carga positiva dispersa prevista.
Se descubrió que algunas de las partículas alfa se desviaban en ángulos mucho mayores de lo esperado (a sugerencia de Rutherford para comprobarlo) y algunas incluso rebotaban casi directamente. Aunque la mayoría de las partículas alfa pasaron directamente, como se esperaba, Rutherford comentó que las pocas partículas que se desviaron eran similares a disparar un proyectil de 15 pulgadas a un papel de seda para que rebotara, suponiendo de nuevo que la teoría del "pudín de ciruela" fuera correcta. Se determinó que la carga positiva del átomo se concentraba en una pequeña zona de su centro, lo que hacía que la carga positiva fuera lo suficientemente densa como para desviar cualquier partícula alfa con carga positiva que se acercara a lo que posteriormente se denominó el núcleo.
Antes de este descubrimiento, no se sabía que las partículas alfa eran en sí mismas núcleos atómicos, ni se conocía la existencia de protones o neutrones. Después de este descubrimiento, se abandonó el modelo del "pudín de ciruela" de J.J. Thomson, y el experimento de Rutherford condujo al modelo de Bohr y más tarde al moderno modelo ondulatorio del átomo.
.
.

Pérdida de energía (curva de Bragg) en el aire para la típica partícula alfa emitida por desintegración radiactiva

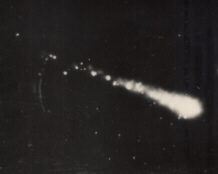
La huella de una sola partícula alfa obtenida por el físico nuclear Wolfhart Willimczik con su cámara de chispas hecha especialmente para las partículas alfa

En 1917, Rutherford pasó a utilizar las partículas alfa para producir accidentalmente lo que más tarde entendió como una transmutación nuclear dirigida de un elemento a otro. La transmutación de elementos de uno a otro se había entendido desde 1901 como resultado de la desintegración radiactiva natural, pero cuando Rutherford proyectó partículas alfa de la desintegración alfa en el aire, descubrió que esto producía un nuevo tipo de radiación que resultó ser núcleos de hidrógeno (Rutherford los llamó protones). Otros experimentos mostraron que los protones procedían del componente de nitrógeno del aire, y se dedujo que la reacción era una transmutación de nitrógeno en oxígeno en la reacción
14N + α → 17O + p 
A las imágenes adyacentes: Según la curva de pérdida de energía de Bragg, es reconocible que la partícula alfa efectivamente pierde más energía al final de la traza.

### Desintegración alfa

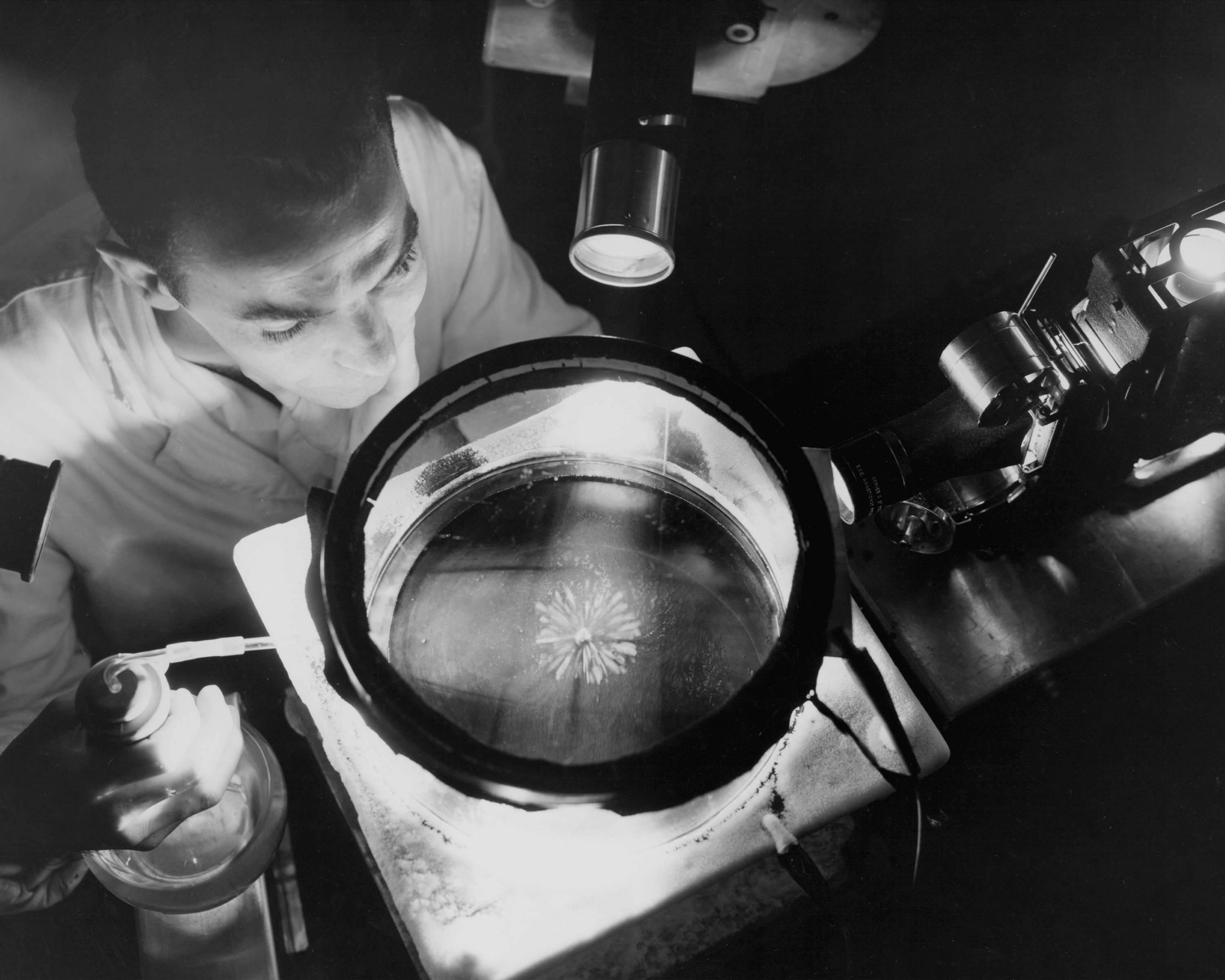
Un físico observa partículas alfa de la desintegración de una fuente de polonio en una cámara de niebla

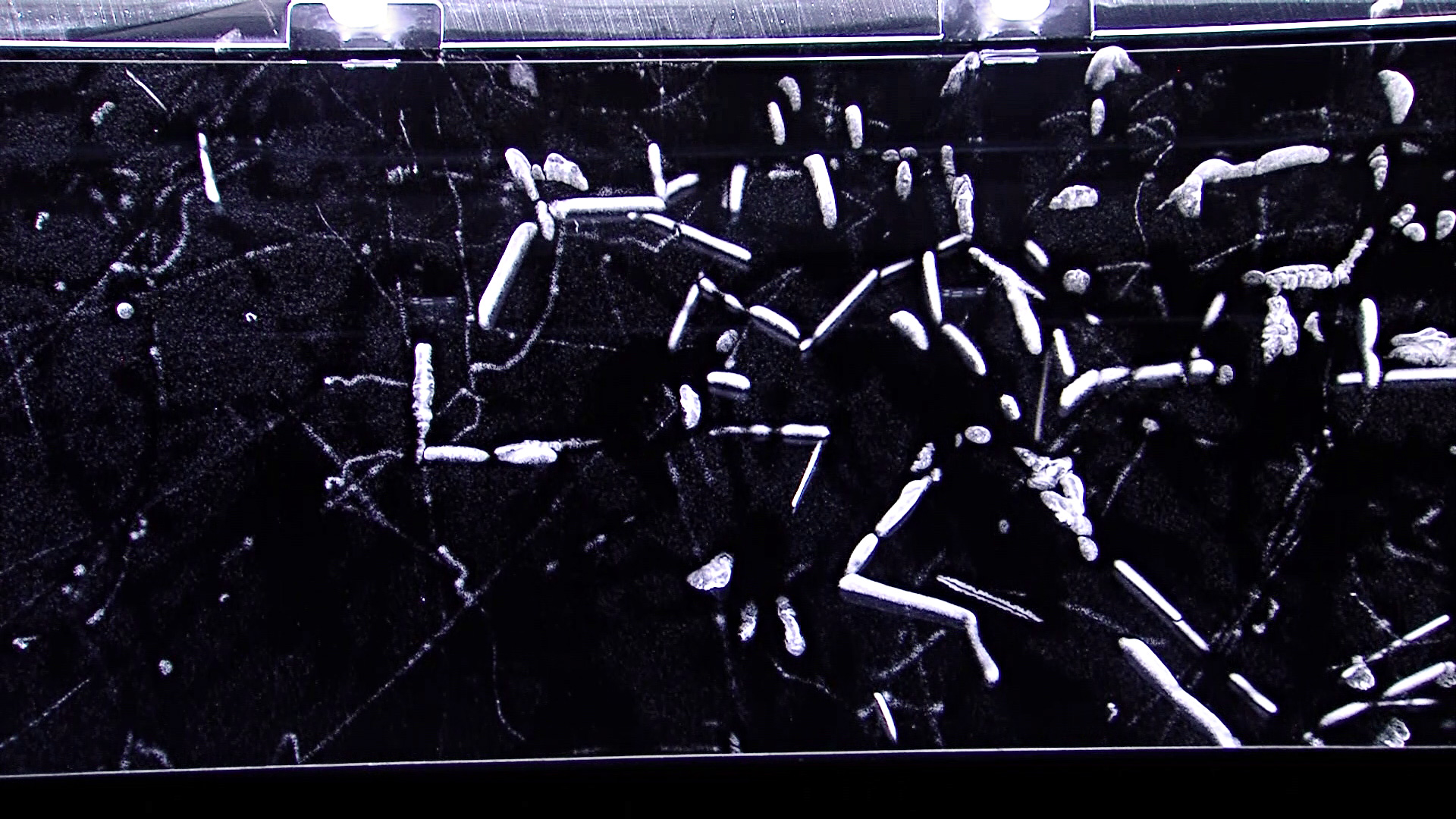
Radiación alfa detectada en una cámara de niebla de isopropanol (después de la inyección de una fuente artificial de radón-220)

## Energía y absorción

Ejemplo de selección de nucleidos radiactivos con las principales energías de partículas alfa emitidas representadas frente a su número atómico. Téngase en cuenta que cada nucleido tiene un espectro alfa distinto